# Megascops
Megascops (Schreeuwuilen) is een geslacht van vogels uit de familie uilen (Strigidae). Het geslacht telt (stand per 2023) 23 soorten. Tot 1999 werd het geslacht Megascops beschouwd als een deel van de dwergooruilen (Otus) maar kort voor en na de laatste eeuwwisseling veranderden de opvattingen. Het geslacht Otus werd daarom opgesplitst. Megascops is een onafhankelijk geslacht dat zich onderscheidt van de dwergooruilen door gedrag, biogeografie en morfologie. DNA-sequencing ondersteunt deze opvatting.

## Soorten
- Megascops albogularis  –  Witkeelschreeuwuil
- Megascops asio  –  Oostelijke schreeuwuil
- Megascops atricapilla  –  Zwartkapschreeuwuil
- Megascops barbarus  –  Santabarbaraschreeuwuil
- Megascops centralis  –  Chocóschreeuwuil
- Megascops choliba  –  Cholibaschreeuwuil
- Megascops clarkii  –  Kaalpootschreeuwuil
- Megascops cooperi  –  Mangroveschreeuwuil
- Megascops gilesi  –  Santamartaschreeuwuil
- Megascops guatemalae  –  Roodwangschreeuwuil
  - Megascops g. vermiculatus  –  Marmerschreeuwuil
- Megascops hoyi  –  Hoys schreeuwuil
- Megascops ingens  –  Andesschreeuwuil
  - M. i. colombianus  – Colombiaanse schreeuwuil
- Megascops kennicottii  –  Westelijke schreeuwuil
- Megascops koepckeae  –  Maria Koepckes schreeuwuil
- Megascops marshalli  –  Bosschreeuwuil
- Megascops petersoni  –  Kaneelkleurige schreeuwuil
- Megascops roboratus  –  Marañónschreeuwuil
- Megascops roraimae  –  Heuvelschreeuwuil
  - M. r. napensis – Rionaposchreeuwuil
- Megascops sanctaecatarinae  –  Langoorschreeuwuil
- Megascops seductus  –  Balsasschreeuwuil
- Megascops trichopsis  –  Gevlekte schreeuwuil
- Megascops watsonii  –  Donkerbruine schreeuwuil